# Lacazella australis
Lacazella australis är en armfotingsart som först beskrevs av Tate 1880.  Lacazella australis ingår i släktet Lacazella och familjen Thecideidae. Inga underarter finns listade i Catalogue of Life.